# Christa von Bernuth
Christa von Bernuth, född 1961, är en tysk journalist och kriminalförfattare. Hon debuterade 1999 med romanen Die Frau, die ihr Gewissen verlor. von Bernuth är bosatt i München och där utspelar sig också hennes kriminalromaner.
Hennes problemlösare i kriminalromanerna är poliskommissarie Mona Seiler. Seiler är också ensamstående mor och kämpar med att få privatlivet och yrkeslivet att gå ihop.

## Böcker översatta till svenska
- Rösterna 2004 (Die Stimmen 2001)
- Otro 2005 (Untreu 2004)
- Då blev du tyst 2006 (Damals warst du still 2004)
- Inre säkerhet 2008 (Innere Sicherheit)Tilldrar sig inorra Tyskland 1981(?)-mest på Rugen o i Berlin.Huvudperson folkpolis Martin Berg.